# Puente de piedra (Burdeos)
El puente de piedra de Burdeos (del francés: pont de pierre) es un puente de piedra que atraviesa el río Garona a su paso por Burdeos (Francia), uniendo la orilla izquierda (Cours Victor Hugo) con el barrio de la Bastide (Avenue Thiers) en la orilla derecha. Está registrado como monumento histórico desde el 17 de diciembre de 2002.

## Presentación
Primer puente sobre el Garona, fue construido por orden de Napoleón I entre 1810 y 1822. Durante estos doce años, los ingenieros de puentes y caminos, Claude Deschamps y su yerno Jean-Baptiste Billaudel, debieron afrontar numerosos problemas debido a la fuerte corriente del río en este enclave. Gracias a una técnica de origen británico y conocida como "cloche à plongée", los pilares pudieron ser estabilizados. El puente consta de 17 arcos, lo que corresponde al número de letras del nombre de Napoleón Bonaparte. En los lados, cada pila de ladrillos está realzada por un medallón blanco en honor el emperador. También están presentes pequeñas representaciones del escudo de la ciudad, compuesto por tres cruasanes o lunas entrelazados. Este puente fue el único en la ciudad hasta la construcción del puente de San Juan en 1965.

## Sello de correos
El 26 de abril de 2004 fue emitido un sello turístico. de 50 céntimos sobre Burdeos, en el que aparecen representados el puente que nos ocupa y el tranvía de la ciudad, inaugurado el 21 de diciembre de 2003. 
Contrariamente a lo que aparece en el sello, el tranvía pasa por el puente de piedra y no por un segundo puente al lado, que no existe en la realidad. El diseño es obra de Claude Andréotto y fue grabado para su impresión por Claude Jumelet.
El sello fue retirado de la venta el 12 de noviembre de 2004.